# Rino Mondellini
Rino Mondellini (* 2. September 1908 in Mailand, Italien; † August 1974 in Frankreich) war ein italienischer Filmarchitekt beim französischen Film.

## Leben
Mondellini erlernte sein Handwerk in seiner Heimatstadt am Polytechnikum Mailand und ging bereits 1927 nach Frankreich. Dort setzte er seine Lehrzeit fort und arbeitete anschließend als Architekt. Kurz nach Ende des Zweiten Weltkriegs stieß Mondellini zum Film und wurde zunächst Szenenbildner-Assistent, ab 1949 alleinverantwortlicher Filmarchitekt. Mondellini stattete leichtgewichtige Komödien, Dramen und Krimis aus, sporadisch lieferte er auch Filmbau-Entwürfe zu in Frankreich gedrehten US-amerikanische A-Filme. In späteren Jahren belieferte Mondellini mehrfach auch ambitionierte Frühwerke von nachmaligen Starregisseuren wie Louis Malle („Fahrstuhl zum Schafott“), Claude Sautet („Der Panther wird gehetzt“) und Costa-Gavras („Mord im Fahrpreis inbegriffen“) aber auch Jacques Beckers Abschiedsvorstellung „Das Loch“ und die wenig beachteten Spätinszenierungen Marcel Carnés „Wie junge Wölfe“ und „Mörder nach Vorschrift“. Kurz bevor Rino Mondellini starb, hatte er sein Fernsehdebüt mit Entwürfen zu einer Serie gegeben.

## Filmografie
- 1949: Ademaï au poteau frontière
- 1950: Ombre et lumière
- 1951: Die Nacht ist mein Reich (La nuit est mon royaume)
- 1952: Verbotene Frucht (Le fruit défendu)
- 1953: Kinder der Liebe (Les enfants de l’amour)
- 1955: Mademoiselle de Paris (Mademoiselle de Paris)
- 1956: Trapez (Trapeze)
- 1956: Die Herrscherin vom Libanon (La châtelaine du Liban)
- 1956: Arsène Lupin, der Millionendieb (Les aventures d'Arsène Lupin)
- 1957: Tabarin (Tabarin)
- 1957: Fahrstuhl zum Schafott (L’ascenseur pour l’échafaud)
- 1957: Vier Pfeifen Opium (The Quiet American)
- 1958: Texasmädel (Sérénade au Texas)
- 1958: Der Club der flotten Bienen (Cigarettes, whisky et p’tites pépées)
- 1958: Rififi bei den Frauen (Du rififi chez les femmes)
- 1959: Die Nacht der Spione (La nuit des espions)
- 1959: Die Gerechten oder Die Ballade von der weißen Weste (Les affreux)
- 1959: Der Panther wird gehetzt (Classe tous risques)
- 1960: Das Loch (Le trou)
- 1960: Eine süße Katastrophe (Ravissante)
- 1960: Bevor das Licht verlöscht (L’imprevisto)
- 1961: Fanny
- 1961: Das ist nichts für kleine Mädchen (Lemmy pour les dames)
- 1961: Die Lügner (Les menteurs)
- 1961: Freuden der Großstadt (Le tracassin ou Les plaisirs de la ville)
- 1962: Gelegenheitsarbeiter (Les bricoleurs)
- 1962: Am Ende aller Wege (La glaive et la balance)
- 1963: Alles in Butter (La cuisine au beurre)
- 1963: Die schwarze Tulpe (La tulipe noire)
- 1964: Angst in der Stadt (La grande frousse)
- 1965: Mord im Fahrpreis inbegriffen (Compartiment tueurs)
- 1965: Geld oder Leben (La bourse et la vie)
- 1966: Champagner-Mörder (Le scandale)
- 1966: Zwei Wochen im September (A cœur joie / Two Weeks in September)
- 1967: Le grand bidule
- 1967: Vögel sterben in Peru (Les oiseaux vont mourir au Pérou)
- 1968: Wie junge Wölfe (Les jeunes loups)
- 1968: Das Schloß in den Ardennen (Castle Keep)
- 1969: Alles tanzt nach meiner Pfeife (L’homme d’orchestre)
- 1970: Balduin, der Sonntagsfahrer (Sur un arbre perché)
- 1971: Mörder nach Vorschrift (Les assassins de l’ordre)
- 1974: Mit Rose und Revolver (Les brigades du Tigre) (Fernsehserie)